# Hohe Warte (Bécs)
A Hohe Warte egy körülbelül 225 m magas, beépített domb a bécsi XIX. kerületben.

## Épületek
- 1872-ben a Zentralanstalt für Meteorologie und Geodynamik (ZAMG magyarul: Osztrák Meteorológiai Intézet) Wiedenből a dombra költözött.
- Itt állt az elnöki villa, ahol Franz Jonas, Rudolf Kirchschläger, Kurt Waldheim és Thomas Klestil osztrák szövetségi elnökök éltek hivatali idejük alatt. Az épületet 2009 decemberétől 2010 januárjáig bontották le.
- A mai Hohe Warte Stadiont 1921-ben nyitották meg, mint a kontinentális Európa legnagyobb és legmodernebb futballstadionját. A stadion a First Vienna FC otthona.

## Képek

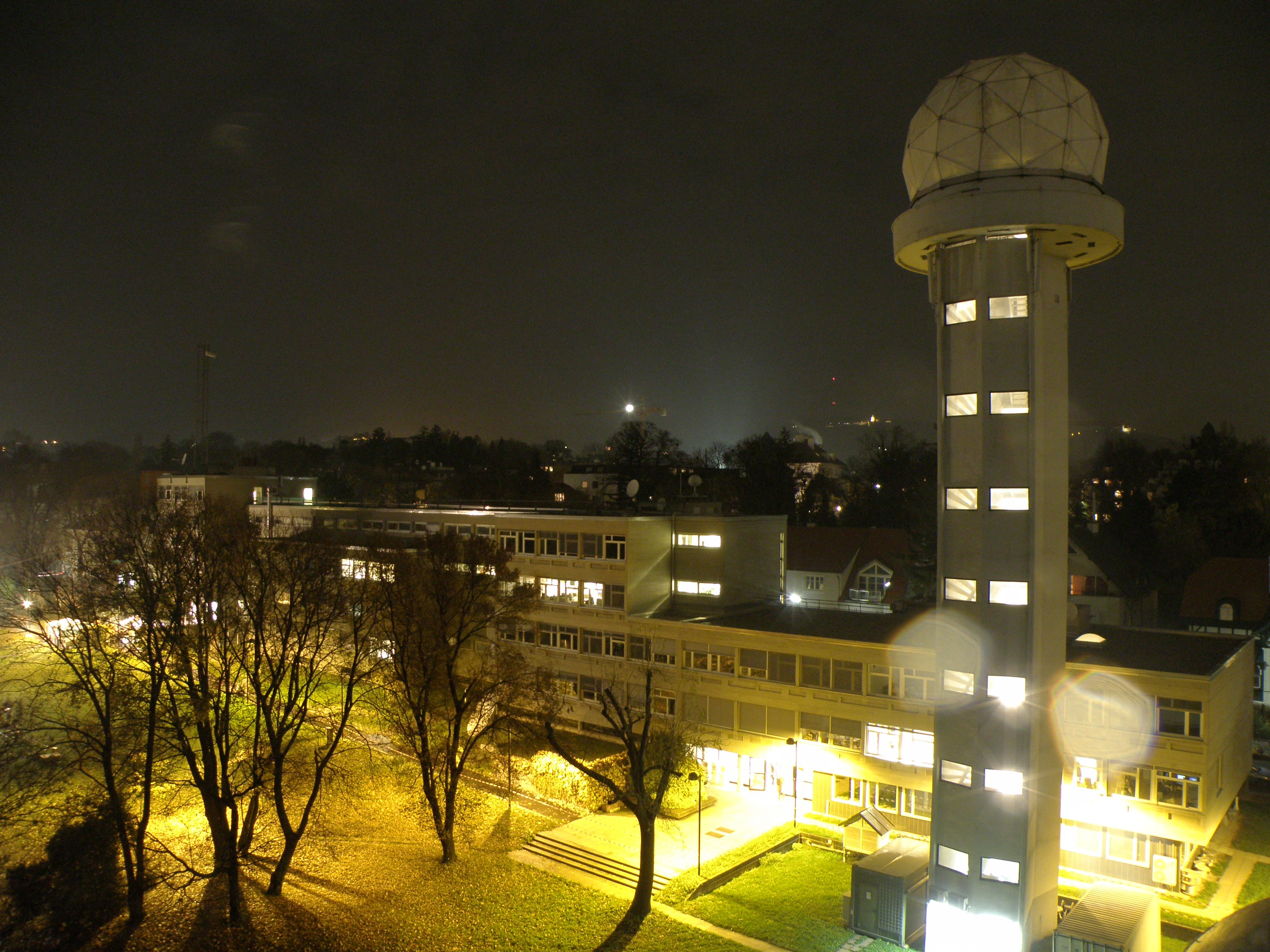
ZAMG
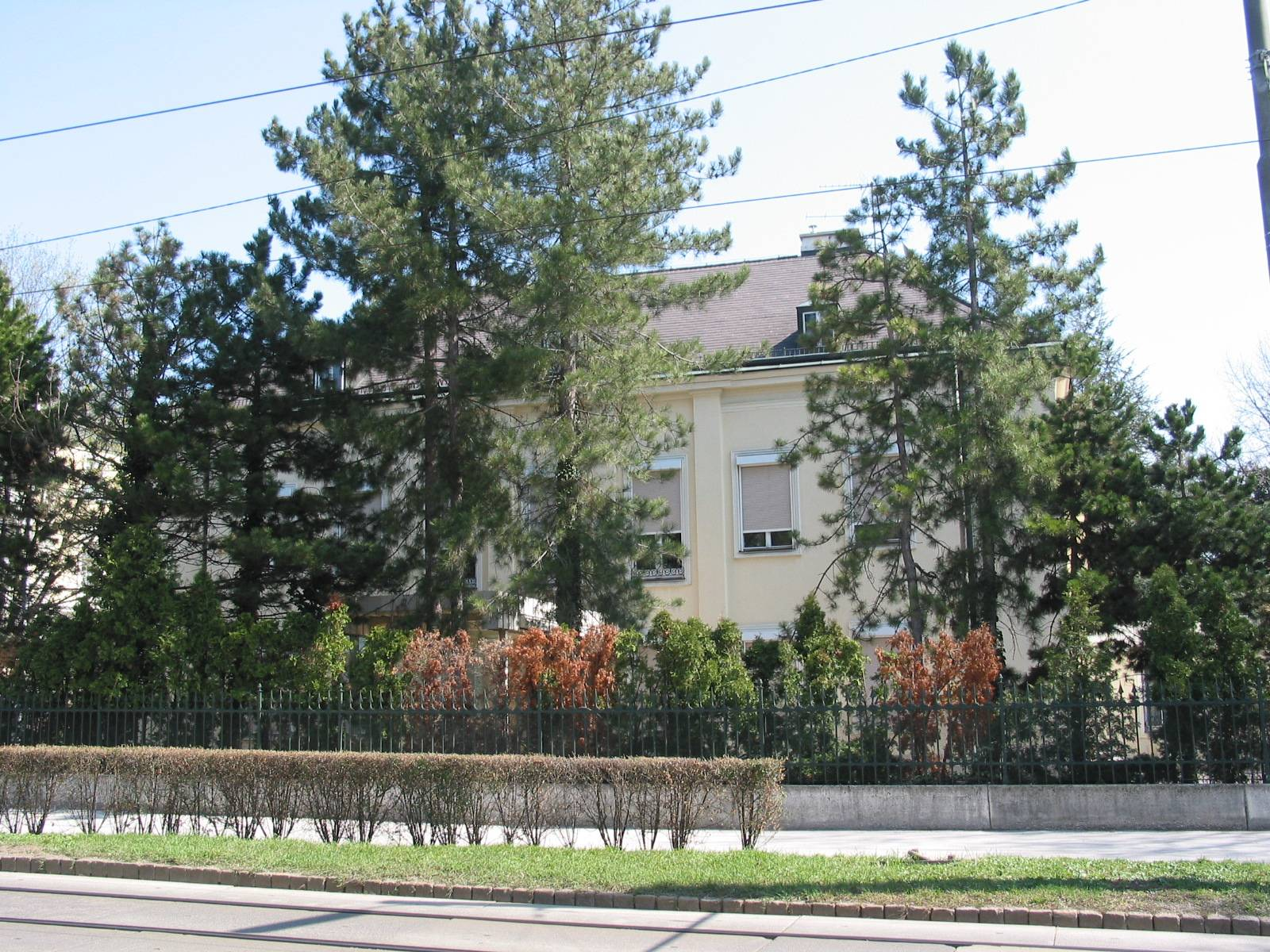
Az elnöki villa
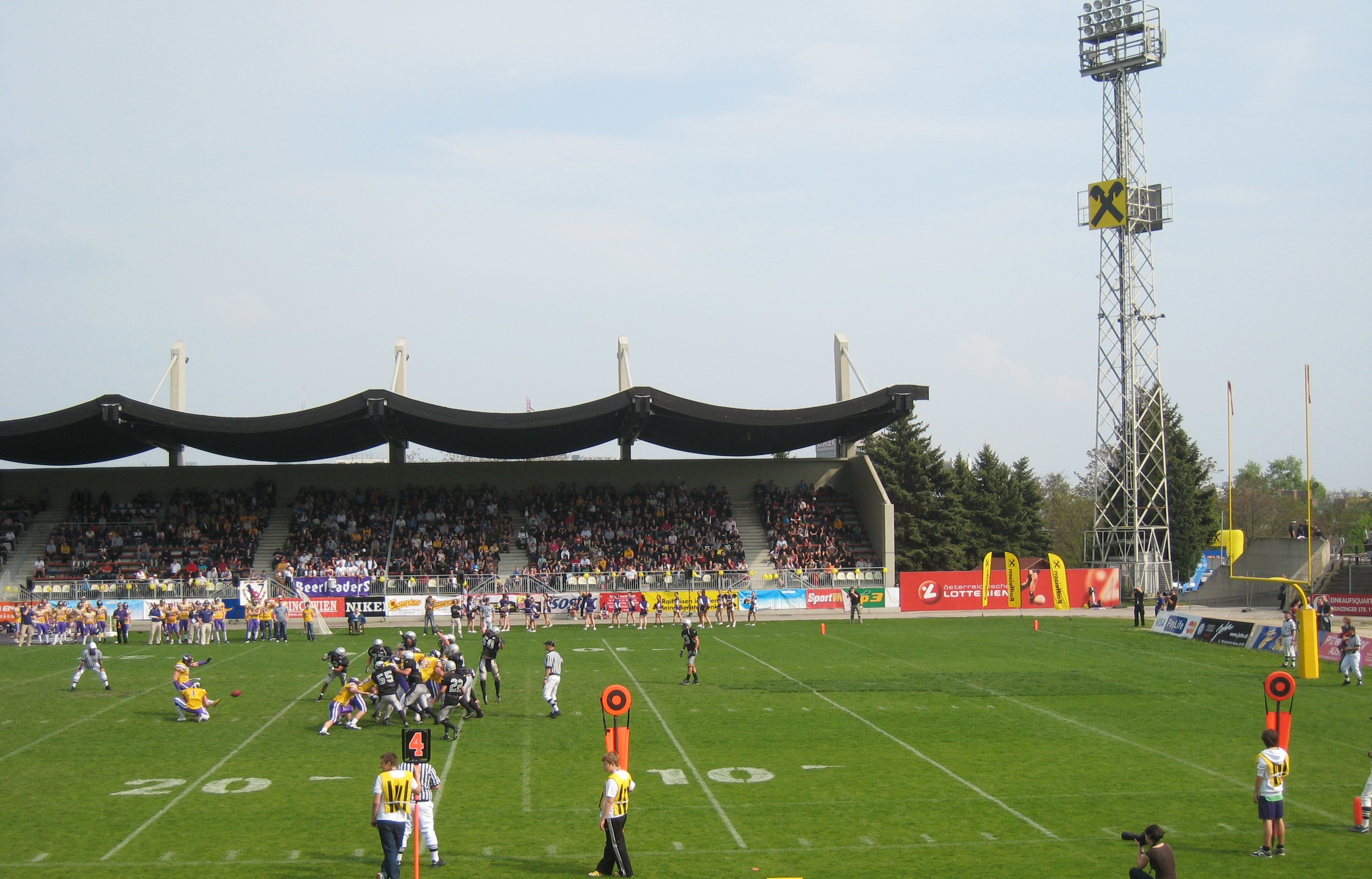
A stadion
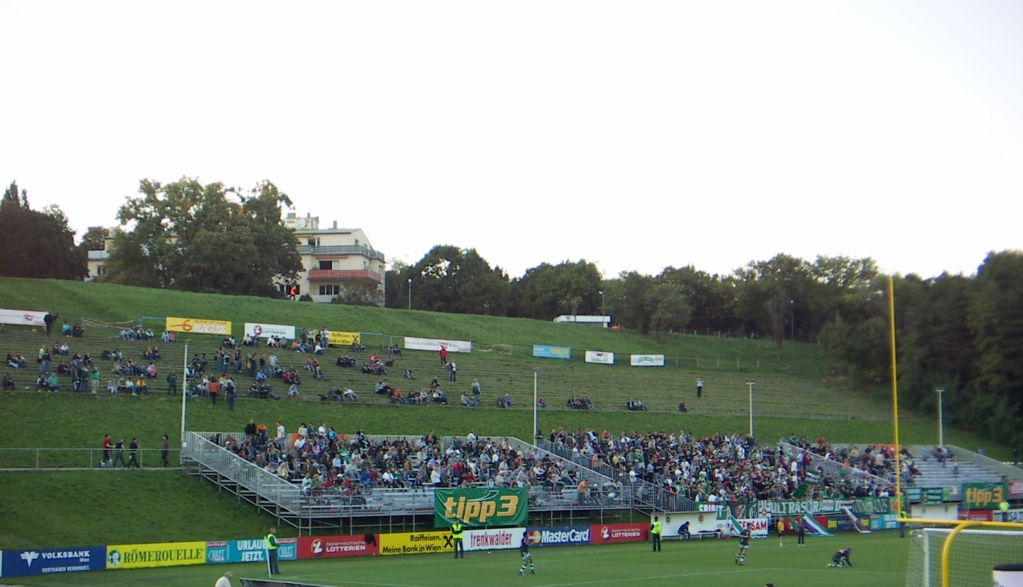
A természetes tribün az akkori új cső alakú acél tribünnel (2006)

## Fordítás
- Ez a szócikk részben vagy egészben  a   Hohe Warte (Wien) című német Wikipédia-szócikk fordításán alapul.  Az eredeti cikk szerkesztőit annak laptörténete sorolja fel. Ez a jelzés csupán a megfogalmazás eredetét és a szerzői jogokat jelzi, nem szolgál a cikkben szereplő információk forrásmegjelöléseként.